# Mandylion
Mandylion je treći studijski album nizozemskog sastava The Gathering. Diskografska kuća Century Media Records objavila ga je 22. kolovoza 1995. Prvi je album skupine na kojem je sudjelovala pjevačica Anneke van Giersbergen.

## Pozadina
Prema riječima bubnjara Hansa Ruttena skupina je nakon albuma Almost a Dance i odlaska vokalista Nielsa Duffhuesa i Martine van Loon željela raditi samo s pjevačicom. K tome, nije se više željela služiti death growlovima. U potrazi za prikladnom pjevačicom grupa je odlučila održati instrumentalni koncert za jednu televizijsku postaju, no on na njoj nikad nije emitiran. Preostali članovi zamalo su raspustili sastav, ali tad im je zajednički prijatelj predložio da mjesto pjevačice zauzme njegova bivša djevojka Anneke van Giersbergen.
The Gathering ju je pozvao na probu i na njoj je van Giersbergen otpjevala pjesmu koja je kasnije postala "In Motion # 1", a tad je imala drugačiji tekst. Rutten je komentirao da je odmah znao da je van Giersbergen prava osoba koju su tražili. Dodao je da su se svi "naježili" i da je van Giersbergen bez zadrške pristala postati njihova pjevačica. Izjavio je i da su dotad strahovali da će se zbog sramežljivosti odbiti pridružiti "muškoj grupi".
Glazbeni stil skupine počeo se mijenjati i prije dolaska nove pjevačice; bio je pod utjecajem žanrova poput shoegazea i skupina kao što su Slowdive i Dead Can Dance. Za promjenu glazbenog stila najviše su zaslužni Rutten i gitarist Jelmer Wiersma. Glazba za većinu pjesama skladana je prije nego što je van Giersbergen postala punopravna članica grupe; jedine su iznimke pjesme "In Motion # 1" i "Sand and Mercury". Nakon van Giersbergenina su dolaska neki su dijelovi pjesama skraćeni i aranžirani drugačije. Sve je stihove napisala ona.
U početku je The Gathering ponovno želio raditi s Tomom Holkenbergom, producentom prijašnjeg albuma Almost a Dance. Međutim, u to je vrijeme postao DJ pod umjetničkim imenom Junkie XL. K tome, Century Media Records, novi izdavač skupine, postavio je veto na takvu odluku. Umjesto njega producenti albuma postali su Siggi Bemm i Waldemar Sorychta; album je snimljen i miksan u studiju Woodhouse Studio u Hagenu od 1. do 16. lipnja 1995. Za pjesme "Leaves", "Strange Machines" i "In Motion # 2" objavljeni su glazbeni spotovi.

## O albumu
Mandylion nije konceptualni album, no Rutten je izjavio da izvjestan događaj povezuje svih osam pjesama na albumu. Dana 13. kolovoza 1994. Harold Gloudemans, blizak prijatelj članova skupine, poginuo je u prometnoj nesreći, pa se zbog toga u stihovima skladbi pojavljuju teme poput smrti, odlaska i pozdrava. Rutten je dodao da nisu očekivali da će tekstovi krenuti u takvom smjeru.
Pjesma "Leaves" govori o ljubavnoj vezi koja je nesretno završila, a iduća skladba, "Fear the Sea", obrađuje temu prolaznosti. Skladba "Strange Machines" bavi se tematikom putovanja kroz vrijeme i željom za promatranje ključnih događaja u povijesti čovječanstva. U toj se pjesmi pojavljuje i izvadak iz filma Vremenski stroj Georgea Pala. Skladba "Sand and Mercury" završava snimkom J. R. R. Tolkiena koji citira Simone de Beauvoir.

## Popis pjesama
Tekstovi: Anneke van Giersbergen, glazba: The Gathering.
| 1.    | »Strange Machines«         | 6:04 |
| 2.    | »Eléanor«                  | 6:41 |
| 3.    | »In Motion # 1«            | 6:56 |
| 4.    | »Leaves«                   | 6:01 |
| 5.    | »Fear the Sea«             | 5:49 |
| 6.    | »Mandylion« (instrumental) | 5:01 |
| 7.    | »Sand and Mercury«         | 9:57 |
| 8.    | »In Motion # 2«            | 6:07 |
| 52:36 |                            |      |

## Recenzije
Njemački časopis Metal Hammer proglasio ga je albumom mjeseca. Prema Robertu Mülleru sastav je napravio "korak od sedam milja". Dodao je da je uradak "pun odlične glazbe koju se može nazvati progresivnom zbog izvrsnih tehničkih sposobnosti, dramatičnom zbog različitih osjećaja i izvanrednom zbog vokala primadone Anneke v. Giersbergen." Dodijelio mu je šest od sedam bodova. Frank Albrecht iz njemačkog časopisa Rock Hard uradak je opisao "iznenađenjem mjeseca". Komentirao je da se grupa "dosljedno počela odvajati od death metala i okretati ambicioznim zvukovima do samog kraja". Vokale Anneke van Giersbergen nazvao je "fantastično prekrasnima i osjećajnima". Mandylionu je dao devet od deset bodova.
Eduardo Rivadavia, recenzent s mrežnog mjesta AllMusic, uratku je dao tri zvjezdice od njih pet i izjavio je: "... veći dio materijala zvuči samouvjereno i razumljivo od samog početka, bilo da se radi o intenzivnosti uvodne pjesme "Strange Machine" ili o "Eleanor" koju predvodi sviranje bas-bubnjeva u stilu death metala. [...] Mandylion je prošao test vremena i bit će izvrstan drugi ili treći pogled u diskografiju ovog uzbudljivog sastava."

## Zasluge
| The Gathering - Anneke van Giersbergen – vokali - René Rutten – gitara, flauta - Jelmer Wiersma – gitara - Frank Boeijen – sintesajzer - Hugo Prinsen Geerligs – bas-gitara - Hans Rutten – bubnjevi, zvona, tamburin, vjetrena zvona | Ostalo osoblje - Siggi Bemm – produkcija, tonska obrada - Waldemar Sorychta – produkcija, tonska obrada - Jack Tillmanns – fotografija |